# Une pièce espagnole
Une pièce espagnole est une pièce de théâtre de Yasmina Reza, créée le 20 janvier 2004, au Théâtre de la Madeleine à Paris, dans une mise en scène de Luc Bondy.
Cinq acteurs répètent une comédie : une réunion de famille au cours de laquelle une mère présente à ses deux filles et à son gendre, le nouvel homme de sa vie, un veuf gérant d'immeuble...